# Вовк (фільм, 2013)
«Вовк» — нідерландська бойова драма та фільм про бойові мистецтва, другий фільм, знятий Джимом Тайхатту та Юліусом Понтеном від Habbekrats, незалежної виробничої компанії в Нідерландах.
Знятий в Утрехті, Нідерланди, хоча частково знятий у Туреччині, у фільмі розмовляють головним чином нідерландською мовою, а частини — арабською, англійською, французькою та турецькою. Відображаються субтитри, які доступні французькою та англійською мовами.
Головного героя грає Марван Кензарі.

## Сюжет
Маджид (Марван Кензарі), талановитий кікбоксер з безіменного передмістя в Нідерландах, все глибше занурюється у підземний світ кікбоксингу, азартних ігор та організованої злочинності. Він починає втрачати з поля зору те, чого насправді хоче, коли межі між спортом і кримінальним світом починають розмиватися, переплітаючи його сім'ю, друзів, професійну кар'єру і злочинне життя.

## аакторський склад
- Марван Кензарі в ролі Маджида
- Чемседдін Амар — Аділь
- Бо Мартен — Тесса
- Реймонд Тірі в ролі Бена
- Кахіт Олмез — Гакан

## Нагороди та відзнаки
- Золоте теля: 3[5]
  - Кращий дизайн-постановник: 2013
  - Кращий актор: 2013
  - Найкращий режисер повнометражного фільму: 2013
- Нагороди Міжнародного кінофестивалю в Сан-Себастьяні: 1[5]
  - Приз молодіжного журі: 2013
- SUBTITLE Нагороди Європейського кінофестивалю: 1[5]
  - Премія «Анжела»: 2013
- Нагороди кінофестивалю в Тайбеї: 1[5]
  - Міжнародний конкурс нових талантів — Спеціальний приз журі: 2013